# 사각지붕
사각지붕(영어: lesser dome)은 존슨의 다면체 중 하나이다(J4). 이것은 마름모육팔면체에서는 팔각기둥의 위아래 부분이며, 덮개가 되기도 한다는 점에서는 오각뿔이 정이십면체의 조각이 될 수 있다는 점과 같다. 마름모육팔면체의 나머지 부분은 팔각기둥에 사각지붕 하나가 붙은 늘린 사각지붕이 된다. 이것도 역시 정이십면체의 오각뿔 하나를 자르고 남은 입체도형이 비틀어 늘린 오각뿔이라는 것과 같다. 다른 모든 지붕과 같이, 밑면의 다각형은 윗면의 다각형 보다 변과 꼭짓점이 두 배 많다; 이 경우에는 밑면이 정팔각형이다.
존슨의 다면체는 정다각형 면을 가지지만 고른 다면체는 아닌 엄격히 볼록인 다면체 92개이다(즉, 플라톤 다면체, 아르키메데스의 다면체, 각기둥, 또는 엇각기둥이 아니다). 이것은 1966년에 이 다면체를 처음으로 나열한 노만 존슨의 이름을 따왔다.

## 공식
부피, 겉넓이, 그리고 외접 반지름의 공식은 모든 면이 변의 길이가 a인 정다각형일 경우에 적용된다:
{\displaystyle V=(1+{\frac {2{\sqrt {2}}}{3}})a^{3}\approx 1.94281...a^{3}}
{\displaystyle A=(7+2{\sqrt {2}}+{\sqrt {3}})a^{2}\approx 11.5605...a^{2}}
{\displaystyle C=({\frac {1}{2}}{\sqrt {5+2{\sqrt {2}}}})a\approx 1.39897...a}0

## 관련 다면체와 벌집

### 다른 볼록 지붕
| n                  | 3             | 4                | 5                       | 6                         |
| 이름               | {3} \|\| t{3} | {4} \|\| t{4}    | {5} \|\| t{5}           | {6} \|\| t{6}             |
| ------------------ | ------------- | ---------------- | ----------------------- | ------------------------- |
| 지붕               | 삼각지붕      | 사각지붕         | 오각지붕                | 육각지붕 (평면)           |
| 관련된 고른 다면체 | 육팔면체 ·    | 마름모육팔면체 · | 마름모 · 십이이십면체 · | 마름모삼육각형 · 타일링 · |

### 쌍대다면체
사각지붕의 쌍대다면체는 삼각형 8개와 연꼴 면 4개를 가지고 있다:
| 사각지붕의 쌍대다면체 | 쌍대다면체의 전개도 |
| --------------------- | ------------------- |
|                       |                     |

### 교차된 사각지붕
교차된 사각지붕은 볼록 사각지붕과 위상적으로 동일한 비볼록 존슨의 다면체 동형체이다. 이것은 사각지붕을 마룸모육팔면체를 자른 것에서 얻은 것과 유사하게 비볼록 큰 마름모육팔면체 또는 준 마름모육팔면체를 자른 것으로 얻을 수 있다. 다른 모든 지붕과 같이, 다각형 밑면은 윗면의 변과 꼭짓점의 두 배를 가지고 있다; 이 경우에 밑면은 팔각성이다.
이것은 뒤집힌 사각형 밑면을 가져서 사각형과 삼각형이 밑면을 통과해서 사각지붕의 반대로 붙어있어서 서로 교차하는 지붕으로 볼 수 있다.

### 벌집
사각지붕과 다음은 일부 고르지 않은 공간 채우기 격자의 원소이다:
- 정사면체;
- 정육면체와 육팔면체; 그리고
- 정사면체, 사각뿔 그리고 정육면체, 늘린 사각뿔 그리고 늘린 사각쌍뿔의 다양한 조합.[3]